# 곡성 태안사 일주문
곡성 태안사 일주문(谷城 泰安寺 一柱門)는 대한민국 전라남도 곡성군 죽곡면 원달리, 태안사에 있는 일주문이다. 1981년 10월 20일 전라남도의 유형문화재 제83호로 지정되었다.

## 개요
태안사 입구에 있는 일주문(속세와 불계의 경계 역할을 하는 의식적인 상징물)으로, 능파각에서 약 200m쯤 지나 높직한 돌계단에 올라서 있다. 조선 숙종 9년(1683) 각현선사가 다시 지은 후, 1917년과 1980년에 보수하였다.
태안사 일주문은 위로 갈수록 좁아지는 두 개의 굵은 기둥 위에 앞면 1칸의 규모로 세웠으며, 지붕 옆면이 사람 인(人)자 모양인 단순한 맞배지붕이다. 기둥에는 양쪽 모두 앞뒤로 보조기둥을 세웠다. 처마를 받치면서 장식을 겸하는 공포가 기둥 위와 기둥 사이에 있는 다포식이다. 앞·뒷면의 기둥 사이에는 3구씩, 옆면에는 1구씩 공포를 배치하여 전후좌우가 포로 꽉찬 느낌이 들며, 매우 화려하다.
일주문 내부의 천장 아래에는 용의 머리를 조각하여 생동감을 더하고 있다. 앞면에는 ‘동리산태안사 (桐裏山泰安寺)’라는 현판이 걸려있다.

## 참고 자료
- 태안사일주문 - 국가유산청 국가유산포털